# Prabuddhanagar (dystrykt)
Shamli (dystrykt) – dystrykt w stanie Uttar Pradesh w Indiach. Należy do Dywizji Saharanpur.